# DragonForce
DragonForce es una banda británica de power metal formada en el año 1999, en Londres, Inglaterra y compuesta por músicos de Sudáfrica, China, Reino Unido, Italia, Francia y Ucrania. Explotan el lado épico y fantástico del power metal agregándole un ritmo mucho más rápido, mezclando sonidos de videojuegos y otros elementos poco usuales.

## Historia
Esta banda fue fundada en 1999 por los guitarristas Herman Li y Sam Totman bajo el nombre de DragonHeart. Los dos encontraron el cantante ZP Theart a través de un anuncio,y poco después adquirieron a Matej Setinc como baterista, el bajista Steve Scott y el tecladista Steve Williams. Totman y Li tocaban en un grupo anterior, llamado Demoniac. A continuación, DragonHeart dio a conocer una demo, salió de gira con Halford, Stratovarius y encabezó sus propios shows con este nombre. La banda descubrió que ya existía una banda de metal de Brasil que usaba el mismo nombre, que finalmente fue cambiado a Dragonforce en 2000.
El baterista Matej Setinc dejó la banda en diciembre de 2001 para continuar sus estudios en Eslovenia, siendo reemplazado por Didier Almouzni. Steve Williams se separó de la banda a principios de 2002, y Steve Scott hizo lo propio en noviembre de 2003. Más tarde, en diciembre de 2003, Steve se reincorporó días antes de la gira de la banda con Halford y Stratovarius. A continuación, Steve Scott pasó a formar parte de las bandas Shadowkeep, y posteriormente pasó a Power Quest.
El bajista Diccon Harper se unió a la banda en noviembre de 2004, y el teclista Vadim Pruzhanov fue el último en unirse en febrero de 2001 para completar el cartel que iniciaría la grabación de su primer álbum.
Harper estuvo presente en el álbum debut de Dragonforce, Valley of the Damned, pero dejó la banda en el 2005, debido a un problema de tendón que requirió cirugía.
En el año 2010 abandona la banda ZP Theart dejando el puesto de vocalista vacante, para el año 2011 Marc Hudson se queda como vocalista de la banda.
En el 2014 Dave Mackintosh abandona su puesto de baterista luego siendo ocupado por Gee Anzalone.
En 2017 se hace publica la separación de Vadim Pruzhanov con la banda, una noticia que fue muy repentina para los fanes antes de iniciar el Reaching into Infinity Tour, según Vadim, lo hizo para pasar más tiempo con la familia y centrarse en sus proyectos. Aunque la banda negó su salida, actualmente cuentan con Coen Janssen, teclista de la banda Epica.
El 18 de agosto de 2019, el bajista Frédéric Leclercq anuncia su salida de la banda para unirse a la banda Kreator tras un concierto en Hamburgo. Éste es reemplazado por Alicia Vigil , ex She Demons que también tiene su proyecto personal Vigil of War en el que es la bajista y voz líder.

## Discografía

### Valley of the Damned (2003)
DragonForce grabó su primera demo en 2000. Fue un lanzamiento independiente, sin embargo, fue suficiente para hacerla una de las más populares bandas de power metal independiente en el Reino Unido en ese momento. Su canción "Valley of the Damned" fue lanzado como su primer sencillo, poco después de cambiar su nombre definitivamente a DragonForce. Un video promocional con imágenes en vivo de su gira por Europa fue lanzado junto con la canción. La canción fue también un éxito enorme en MP3.com, donde llegó al # 1 durante 2 semanas como la canción más descargada. Poco después del lanzamiento de su primer video promocional, el teclista Steve Williams y el bajista Steve Scott dejaron la banda y fueron reemplazados por el ucraniano Vadim Pruzhanov en el teclado y por el británico Diccon Harper en el bajo. Steve Williams pasó más tarde a formar banda de power metal Power Quest.
En 2003, la banda firmó con Noise Records y comenzó a grabar su primer álbum de larga duración, Valley of the Damned. La pista que dio nombre al álbum es una de las canciones más conocidas de DragonForce hasta la fecha y es un elemento básico de su actuación en directo hasta hoy. La gira del disco Valley of the Damned se prolongó hasta 2004, terminando en Tokio, Japón.

### Sonic Firestorm (2004-2005)
El siguiente álbum de la banda, Sonic Firestorm, resultó ser un éxito aún mayor gracias al primer sencillo "Fury of the Storm". Sonic Firestorm fue el primer álbum de DragonForce con Adrian Lambert al bajo y Dave Mackintosh en la batería. Cuando Mackintosh entró a la banda en 2004, los miembros del grupo empezaron a referirse a su estilo de música como "power metal extremo" debido a sus rapidísimos ritmos Blast beat y Double bass drum (o "doble bombo" en castellano). En esta época la banda comenzó a ser popular a nivel internacional y ha adoptado apodos como "Bon Jovi a toda velocidad" y "Donde Journey se encuentra con Slayer".
La gira fue mucho más larga que la de "Valley Of The Damned" siendo cabezas de cartel en muchos más shows. La banda estuvo de gira con muchas bandas de metal muy conocidas, como WASP, Disturbed y Iron Maiden.

### Inhuman Rampage (2006-2007)
La banda sufrió varios cambios de alineación antes de establecerse con los cinco miembros actuales. La banda pasó a ser puntera en el mundo del metal con su tercer álbum Inhuman Rampage, lanzado en 2006 después de firmar con Roadrunner Records en el Reino Unido, EE. UU., Canadá, Francia y Australia. La canción "Through the Fire and Flames" es una de sus canciones más famosas y se encuentra en los juegos Guitar Hero III: Legends of Rock, Guitar Hero: Smash Hits y Brutal Legend. Lindsay Dawson, de la antigua banda de Herman Li y Sam Totman, Demoniac, aparecía como vocalista reserva para este álbum. Antes del lanzamiento del álbum, el bajista Adrian Lambert dejó el grupo para criar a su hijo recién nacido en noviembre de 2005. Fue reemplazado por el francés Frédéric Leclercq para el resto de la gira del álbum Sonic Firestorm. Frederic se convirtió más tarde en un miembro oficial de la banda, a partir de enero de 2006. Él también apareció en los videos musicales de la banda para su segundo sencillo, Operation Ground and Pound. Inhuman Rampage es un favorito común entre los fanes de DragonForce debido a su dureza y complejidad. El sencillo "Through the Fire and Flames" alcanzó el disco de oro en EE. UU. y Canadá.
y la organización de los estados de esta banda

### Ultra Beatdown (2008-2009)

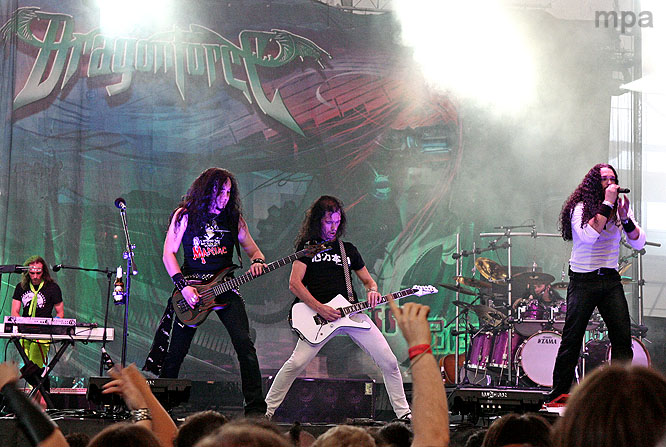
Dragonforce en la ciudad de Vigo durante el Festival Alternavigo 2009

La banda estuvo de gira con Disturbed y Slipknot todo el verano de 2008, dentro de las actuaciones del "Rockstar Energy Mayhem Festival Metal". La banda regresó en el otoño con el lanzamiento de su cuarto álbum de estudio, Ultra Beatdown. La primera canción y primer sencillo, "Heroes of Our Time", fue nominado para un Premio Grammy por Mejor Interpretación de Metal el 3 de diciembre de 2008, perdiendo frente a Metallica con su canción "My Apocalypse". Una versión abreviada de "Heroes Of Our Time" también se puede encontrar en los videojuegos "Skate 2" y la versión completa en "NHL 10".
El 22 de enero de 2009, el video musical de su canción "The Last Journey Home" fue lanzado en la Comunidad Xbox Live una semana antes de su publicación en Internet.
DragonForce llevó a cabo la gira del álbum "Ultra Beatdown" por América Latina, América del Norte y Europa. Se suponía que iban a tocar en América Latina en mayo de 2009, pero la gira se pospuso hasta finales de ese año. Actuaron en el Festival "Two Days a Week" en Weisen, Austria el 4 de septiembre. Posteriormente, actuaron en varias ciudades de Canadá y Estados Unidos del 15 de septiembre al 11 de octubre con invitados especiales como Sonata Arctica y Taking Dawn. La siguiente gira fue en Alemania, del 16 de octubre al 30 de octubre, seguida por una única actuación en vivo en Luxemburgo el 31 de octubre. Luego, se fueron a América Latina para actuar en Curitiba, Porto Alegre, São Paulo, Ciudad de México, Santiago, Buenos Aires y Bogotá del 6 de noviembre al 14 de noviembre. La parte final de la gira se realizó enteramente en el Reino Unido, del 19 de noviembre al 12 de diciembre.

### Twilight Dementia (Live) y salida de ZP Theart (2010)
Herman Li ha declarado que DragonForce dejaría de viajar en diciembre, para pasar tiempo en casa en Navidad, para luego comenzar a escribir y grabar un nuevo álbum de estudio programado para ser lanzado en 2011.
Durante este período, el entonces vocalista ZP Theart decide salirse de la banda debido a diferencias creativas respecto a la música de la banda. Sin embargo, una vez fuera de Dragonforce, se reunió con ellos para lanzar Twilight Dementia. Twilight Dementia es el primer álbum en vivo por parte de Dragonforce, contiene sus canciones más populares extraídas de presentaciones hechas durante el tour de Ultra Beatdown.
Posteriormente, la banda realizó una audición vía web a nivel internacional; la gente debía subir sus videos cantando The Last Journey Home a YouTube. Audiciones en las cuales encontrarían a su nuevo vocalista, Marc Hudson.
Actualmente ZP Theart trabaja como vocalista de la banda de Glam Metal Skid Row .

### The Power Within (2012)
La banda anunció la salida de un nuevo disco, titulado The Power Within que salió el 15 de abril de 2012, y el 17 de abril para los Estados Unidos. El disco cuenta con la participación su nuevo vocalista, Marc Hudson, tras la salida de ZP Theart. Con la salida del álbum en los Estados Unidos, todas las canciones ya actualmente se han revelado. 
Según Herman Li, este disco es más variado que los anteriores, que saca su lado más "metalero" y declara al respecto: "En comparación con el anterior disco con el que fuimos 100% full-on para cada canción, cada una de ellas muy largas, incluso superior que en Inhuman Rampage. Esta vez, ponemos un énfasis diferente en cada pista. Algunas canciones son más a medio tiempo como " Cry Thunder", "Seasons" y luego, por supuesto, tenemos las canciones clásicas rápidas como "Holding On", "Heart of the Storm", "Fallen World" y también algunas pistas en algún punto intermedio. También hemos escrito nuestra canción más rápida, empujando nuestra música en diferentes direcciones"

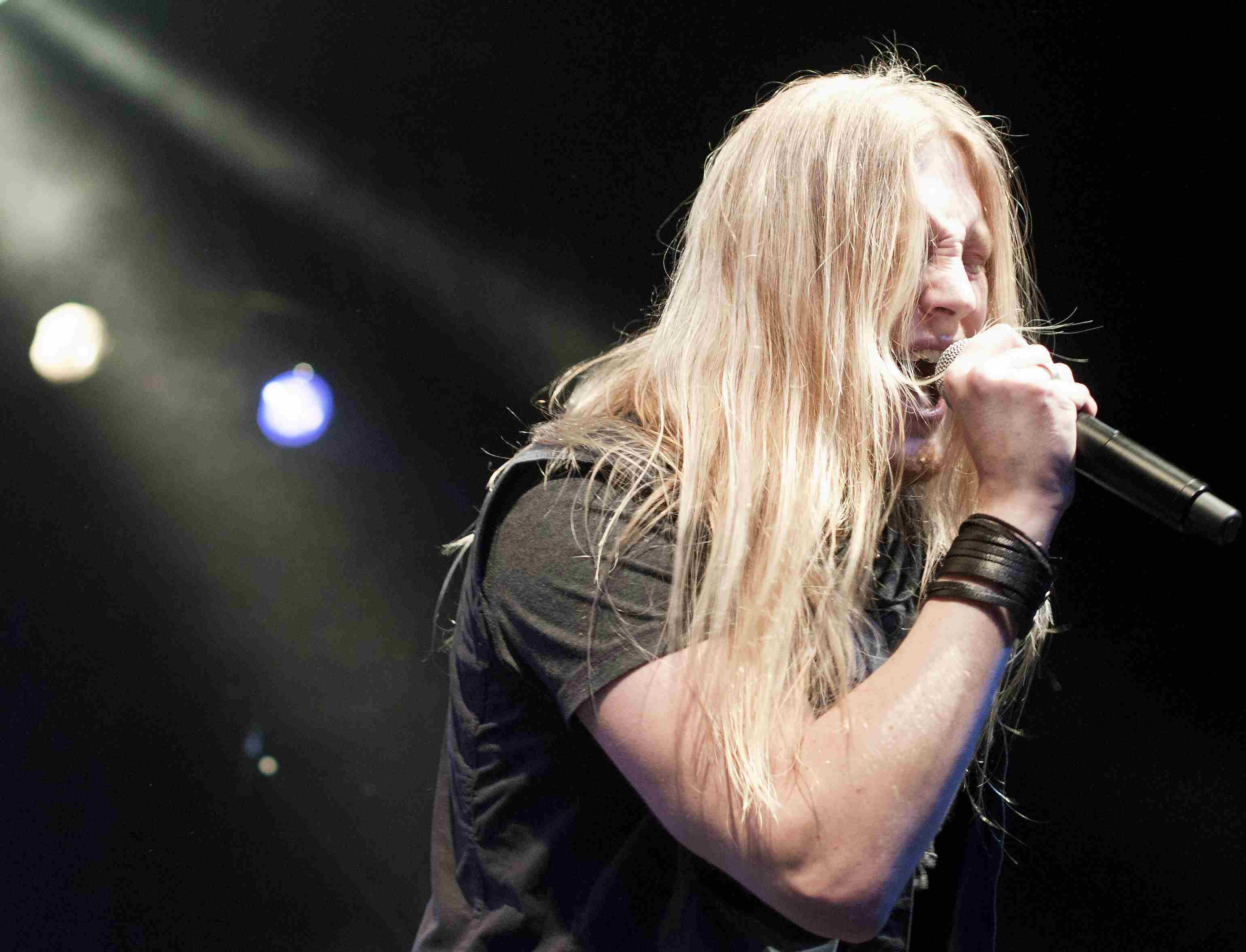
Marc Hudson, Nuevo Vocalista.

Junto con el lanzamiento del nuevo disco, inauguraron su propio sello para Europa; Electric Generation Recording.
Dragonforce llevó a cabo una gira mundial promocionando el nuevo disco, presentándose nuevamente en Latinoamérica, donde fue como invitado especial de Trivium en todas las fechas.
Ecuador y Venezuela fueron lugares desconocidos para Dragonforce, ya que fue su primera vez que llegaron a estos países con su nuevo cantante Marc Hudson.
A finales de 2012, se pudo ver en la página oficial de la banda un video corto en el que Herman Li y Sam Totman promocionaban una aplicación para IPad, mientras tocaban la guitarra al estilo de sus videos Through the Fire and Flames u Operation Ground and Pound, interpretando una canción llamada "Galactic Astro Domination".

### Maximum Overload (2014)
A mediados de abril de 2013, se anunció en su Facebook oficial que ya tenían todas las canciones escritas, y esperaban entrar en el estudio para grabarlas como nuevo disco. El proceso de grabación comenzó en el mes de mayo.
El 31 de marzo de 2014, la banda confirma título, la fecha de salida de su próximo material, anuncian una gira por el Reino Unido y lanzan la versión demo de la canción "Defenders" con colaboración de Matt Heafy de Trivium. El nuevo álbum que lleva por título Maximum Overload será lanzado el 18 de agosto de 2014 a través de Ear Music.
El 3 de junio de 2014 se anuncia que el batería Dave Mackintosh deja la banda, siendo rápidamente reemplazado por Gee Anzalone, batería también de Braindamage y Kill Ritual. . Al respecto Dave declaró: "Después de pensarlo mucho he separado caminos con los chicos en DragonForce para perseguir mi primer amor por el rock progresivo, deseo a los chicos toda la suerte del mundo y espero con interés el lanzamiento de Maximum Overload como realmente creo que este es ¡el mejor álbum de DF que yo y los chicos hemos grabado hasta la fecha! Muchas gracias a todos los fanes que me han apoyado en esta última década de giras masivas, innumerables espectáculos y todos los discos, yo no podría haber hecho sin ustedes. Voy a seguir haciendo giras y tocando con algunos de los nombres más grandes en Rock Progresivo, y ¡esperamos ver algunas caras conocidas en la carretera! Mientras tanto, permanezcan en el metal, cuidado con el nuevo sitio web de Dave Mackintosh, que se lanzará en las próximas 4 semanas, así como algunos grandes vídeos nuevos que estaré produciendo con mis patrocinadores de engranajes. ¡DF para siempre! 
Herman Li expresó algunas palabras en nombre de la banda: "Hemos pasado por muchas cosas con Dave y quiero darle las gracias por todo lo que ha contribuido a DragonForce, tanto como un amigo y músico y todo lo que nos gustaría es desearle lo mejor en "su nuevo proyecto"

### In The Line Of Fire... Larger than Life (2015)
Publicado el 10 de julio de 2015, In The Line Of Fire... Larger Than Life es el primer DVD lanzado por la banda de power metal británica que dispone en los siguientes formatos:
Europa: DVD+CD | DVD | Blu-ray
América: DVD+CD | Blu-ray+CD
Canadá: DVD | Blu-ray
Japón: DVD | Blu-ray
El contenido del Blu-Ray es la actuación de la banda británica en un concierto en Saitama (さいたま市),(Japón) que realizaron durante el verano de 2014.
El DVD contiene las canciones tocadas en el concierto en formato digital 5.1 Surround Audio.
Hasta la fecha es el segundo álbum que contiene pistas en directo y el primero en contener vídeo de un concierto de la banda.

### Killer Elite (2016)
El 29 de abril de 2016, se lanzó el primer álbum recopilatorio del grupo, donde se incluyeron los mejores éxitos desde Valley of the Damned hasta Maximum Overload. El álbum también incluye algunas recopilaciones en vivo.

### Reaching Into Infinity (2017) y la salida de Vadim Pruzhanov
El 20 de mayo de 2017 se lanzó el séptimo álbum del grupo el cual fue el tercer álbum de estudio de Marc Hudson y primer álbum como baterista de Gee Anzalone. Este álbum tiene como mayor referencia la fusión de varios géneros del Metal. 
Este álbum cuenta con la canción de más larga duración denominada The Edge Of The World con 11:04 minutos, superando a Soldiers Of The Wasteland con 9:48 minutos del álbum Sonic Firestorm, que hasta ese momento era la canción más larga de la carrera de la banda.
También en la edición especial del álbum cuenta con un DVD en vivo de las canciones (Holding On) (Héroes Of Our Time) y (Operation Ground And Pound) desde el Festival Woodstock en su edición del 2016 

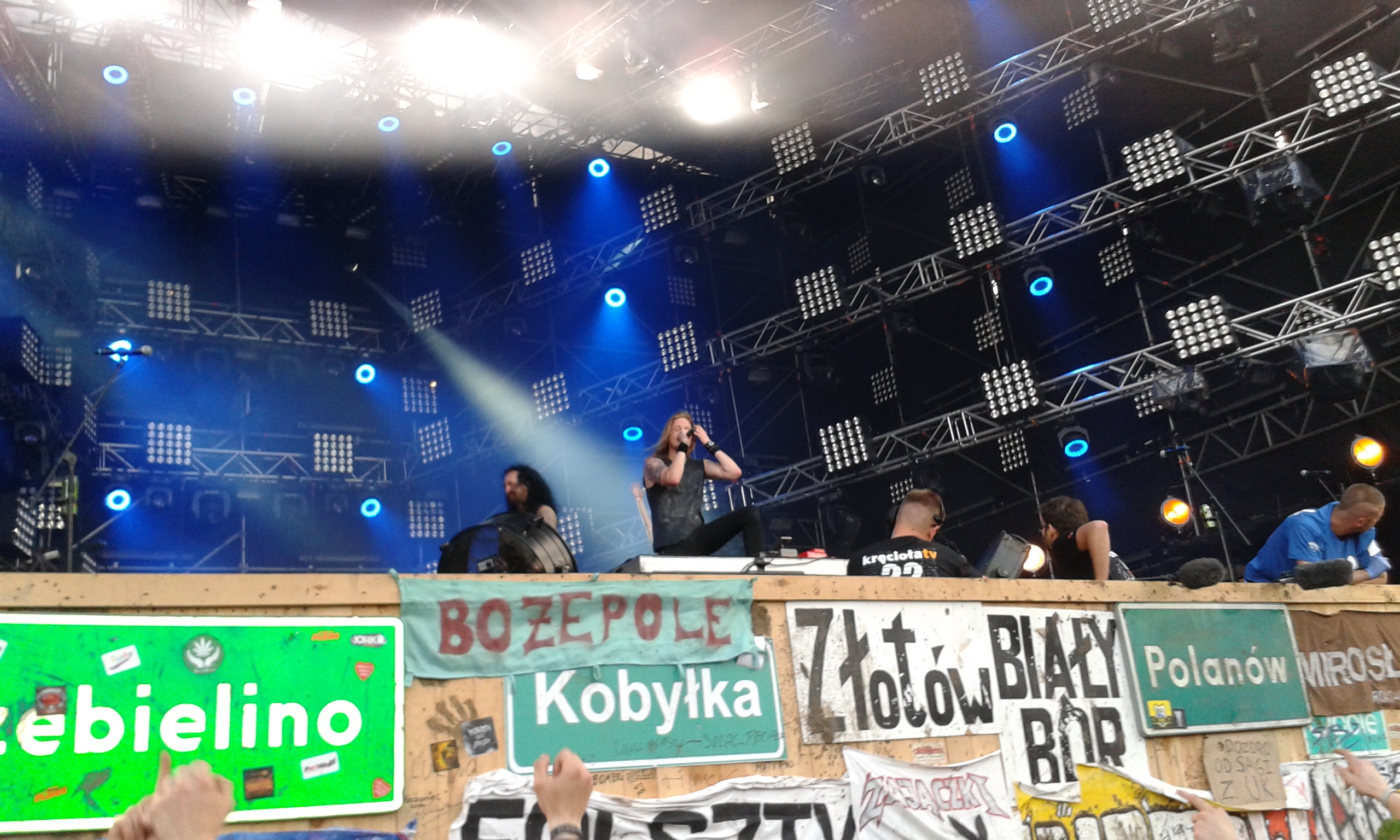
DragonForce En El Festival Woodstock 2016.

El álbum fue escrito en gran parte por Sam Totman y Frédéric Leclercq Frederic Leclercq dijo en una entrevista para la página The Classic Metal Show que el álbum contiene los géneros  heavy metal, thrash metal, death metal, black metal y metal progresivo de lo que escucha  power metal, por lo que el álbum suena diferente a los discos anteriores de la banda. Cuando se le preguntó sobre el trabajo de composición de Leclercq y la posible influencia de su Death Metal con su proyecto paralelo Sinsaenum, Herman Li declaró para la revista Metal Hammer: "Intentamos utilizar las habilidades de todos, que es algo que no hicimos mucho al principio de la banda. No creo que Sinsaenum marcara una gran diferencia, porque todavía hay muchas ideas que aún no hemos podido poner en Dragonforce, y si introduces demasiadas ideas nuevas, pierdes el enfoque.Al principio, la banda quería tener un invitado para las voces guturales, pero finalmente hicieron que Marc Hudson lo intentara y estaban contentos con el resultado. Herman Li describió el álbum como el "más diverso"y también como "escapista", diciendo que la gente debería escucharlo para alejarse temporalmente de la "locura del mundo".
El título del álbum fue concebido para ser una referencia a cómo la banda desea que su música lleve a personas de cualquier lugar a cualquier hora. También es el primer álbum en que Marc Hudson usa guturales en la canción The Edge of The World.
Y Vadim Pruzhanov anunció su ausencia en el tour del 2017, sin embargo en el 2019 hablo en su Facebook sobre su salida
Diciendo que no se sentía valorado en la banda , ya no participaba en la creación de canciones o era limitada , que Los últimos discos no les agrado ni el sonido , ni la producción y que el quería regresar el sonido de los discos pasados con sonidos clásicos pero no lo dejaron.

### Re-Powered Within (2018)
Se trata de una edición especial 
del The Power Within pero con la modificación del sonido.
Cuando se grabó The Power Within algunas canciones contienen coros que sustituyen la voz de Marc Hudson.

### Extreme Power Metal (2019) y la salida de Frederic Leclercq
Después del exitoso concierto de DragonForce en la Ciudad De México ante 4200 personas. La banda anunciaría que el 27 de septiembre, DragonForce lanzará su octavo álbum de larga duración, llamado "Extreme Power Metal".  Producido en Los Ángeles, California por Damien Rainaud (bajista de Once Human) en los estudios Mix Unlimited, "Extreme Power Metal" también fue grabado, en parte, en el canal de transmisión en vivo del guitarrista Herman Li en Twitch con la participación de los fanáticos.
El concepto del álbum va más representando los 20 años de existencia de DragonForce uniendo lo que es la esencia de cada uno de los siete últimos discos. Su nombre "Extreme Power Metal" va inspirado al género que creó DragonForce y la portada de dicho álbum va en representación a los antiguos videojuegos "arcade" de los años 80. 
El álbum fue anunciado el martes 30 de julio con el estreno del nuevo videoclip llamado "Highway to Oblivion" dicha canción está inspirada en la afición al automovilismo que el guitarrista de la banda Herman Li desarrollo desde el 2014.
DragonForce daría a conocer 2 videos musicales aparte de la canción "Highway To Obvilion" estos serían las canciones "Heart Demolition" la cual está va dirigida a un tributo a todo lo que se vivió en la cultura de 1980 a 1990 en cuestión de videojuegos, tecnología, películas, música y etc. El segundo vídeo sería de la canción "Razorblade Meltdown" la cual está inspirada en varias referencias importantes que cada miembro de la banda tuvo a lo largo de su vida. El vídeo "Razorblade Meltdown" es el primero en el cual la banda es dibujada como personajes de caricatura. 
Posteriormente la banda daría a conocer otros 2 videos musicales de las canciones "Troppers Of The Stars" y "Strangers" también dando referencia a lo que fue la cultura de los años 80’s , estos videos fueron grabados en el primer tour que del álbum "Extreme Power Metal" en Estados Unidos concretamente en Los Ángeles California en el 2019 aunque estos fueron estrenados después en el 2021 , hasta el momento convirtiéndolo en el álbum con más videos musicales de la banda . 
Este álbum tiene como invitado especial a Coen Janssen tecladista de la banda de Metal Sinfónico Épica, debido a la separación del antiguo tecladista de DragonForce Vadim Pruzhanov.
Este es el segundo álbum de Gee Anzalone en la banda inglesa DragonForce.
El 18 de agosto de 2019, el bajista Frédéric Leclercq anuncia su salida de la banda para unirse a la banda Kreator tras un concierto en Hamburgo. Iba a ser sustituido por el youtuber Steve Terreberry (conocido como Stevie T.) durante la gira en Estados Unidos, pero declinó la invitación por "problemas de ansiedad"  provocados por la presión de la gira. Optaron posteriormente por el bajista de la banda Once Human Damien Rainaud. El lunes 6 de enero de 2020, la banda anunciaría la entrada de la bajista y vocalista de la banda Vigil Of War Alicia Vigil, la cual estaría acompañando al grupo en el resto de su tour. Durante este tour, el grupo está probando si es apta para entrar a DragonForce.

## Categoría musical
Los blast beats del death metal en la batería, la velocidad del speed metal, la melodía del power metal así como algunos solos que recuerdan al metal neoclásico son algunas de sus características.

## Miembros
- Marc Hudson - Voz (2011 - presente)
- Herman Li - Guitarra, Coros (1999 - presente)
- Sam Totman - Guitarra, Coros (1999-presente)

- Gee Anzalone - Batería, Coros (2014-presente)

- Alicia Vigil - Bajo eléctrico, Coros (2020-presente)

## Antiguos miembros
- ZP Theart - Voz (1999 - 2010)
- Frédéric Leclercq - Bajo eléctrico, Guitarra, Coros (2006 - 2019)
- Dave Mackintosh - Batería, Percusión, Coros (2004 - 2014)
- Steve Scott - Bajo eléctrico, Coros (1999 - 2000)
- Didier Almouzni - Batería, Percusión (1999 - 2003)
- Diccon Harper - Bajo eléctrico (2000 - 2003)
- Adrian Lambert - Bajo eléctrico (2003 - 2005)
- Steve Williams - Teclado, Keytar (1999 - 2000, 2000)
- Vadim Pruzhanov - Teclado, Keytar, Sintetizador, Theremín, Coros (2001 - 2018)
- Mauricio Chamucero  - Batería, Percusión, Coros (2003 - 2003)

### Miembros de apoyo y sesión
- Clive Nolan - Coros, Teclado adicional (2000-presente)
- Emily Ovenden - Coros (2011-presente)
- Peter Hunt - Batería, Percusión (2000)
- Christian Wirtl - Batería, Percusión (2003)
- Lindsay Dawson - Coros (2005)
- Matt Heafy - Coros (2014)
- Per Fredrik Åsly - Voz (2016)
- Alessio Garavello - Voz (2016)
- Coen Janssen - Teclado electrónico (2019)
- Aquiles Priester - Batería, Percusión (2020)
- Damien Rainaud - bajo eléctrico (2019)
- Billy Wilkins - guitarra eléctrica (2023 - presente)

## Discografía

### Álbumes de estudio
- Valley of the Damned (2003)
- Sonic Firestorm (2004)
- Inhuman Rampage (2006)
- Ultra Beatdown  (2008)
- The Power Within (2012)
- Maximum Overload (2014)
- Reaching Into Infinity (2017)
- Extreme Power Metal (2019)
- Warp Speed Warriors (2024)

### Álbumes en vivo
- Twilight Dementia (Live)  (2010)
- In The Line Of Fire... Larger than Life (2015)

### Singles
- Fury Of The Storm (2005)
- Through the Fire and Flames (2006)
- Operation Ground and Pound (2006)
- Heroes of Our Time (2008)
- Cry Thunder (2012)
- The Game (Feat Matt Heafy of Trivium) (2014)
- Ashes Of The Dawn (2017)
- Heart Demolition (2019)
- Razorblade Meltdown (2019)
- Doomsday Party (2023)
- Power Of The Triforce (2023)
- Power Of The Sable Blade (2023)
- A Draco Tale (2024)

### Álbumes recopilatorios
- Killer Elite (2016)
- Re-Powered Whitin (2018)

## Videografía
- Through the Fire and Flames
- Operation Ground and Pound
- Heroes of Our Time
- The Last Journey Home
- Cry Thunder
- Seasons
- The Game (Feat Matt Heafy of Trivium)
- Three Hammers
- Ashes Of The Dawn
- Midnight Madness
- Highway To Oblivion
- Heart Demolition
- Razorblade Meltdown
- Troopers of the Stars
- Strangers
- The Last Dragonborn
- Doomsday Party
- Power Of The Triforce
- Wildest Dreams
- Burning Heart